# Valeriy Konovalyuk

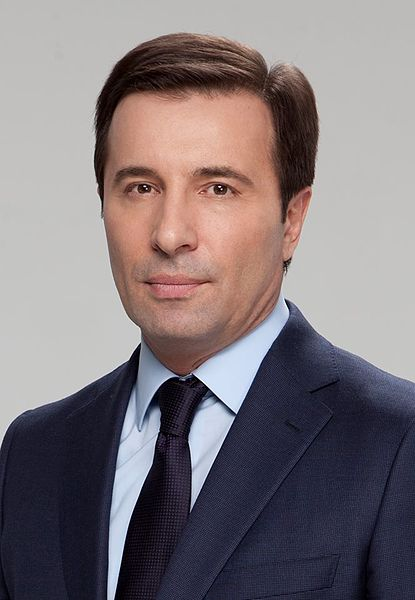
Valeriy Konovalyuk, 2014

Valeriy Illich Konovalyuk (en ucraniano: Валерій Ілліч Коновалюк, nacido el 31 de agosto de 1966 en Donetsk), es un economista y político ucraniano. Es conocido por encabezar la Comisión Konovalyuk.
Ha sido elegido para la Rada Suprema tres veces (en 1998, 2002 y 2007). En 2000 se unió al Ucrania del Trabajo, hasta que se convirtió en miembro de la facción de las Regiones de Ucrania y miembro del Partido de las Regiones. En abril de 2005 salió del partido de las Regiones y reunió al Ucrania del Trabajo. Y fue elegido líder de ese partido. En agosto de 2007, los miembros de Ucrania del Trabajo, y también Konovalyuk, decidieron unirse al partido de las Regiones en las listas de las elecciones parlamentarias de 2007. Konovalyuk no participó en las elecciones parlamentarias de Ucrania 2012 porque quería "un tiempo de espera".